# Tribuna Progressista Democratica - Bahrain
La Tribuna Progressista Democratica - Bahrain (arabo: جمعية المنبر الديمقراطي التقدمي, jamia al-minbar ad-dimoqrati at-taqadummi, anche nota come al-Minbar) è una formazione politica nata dal Fronte Nazionale di Liberazione - Bahrain (FNL) alla vigilia delle elezioni del 2002 ottenendo due seggi nel parlamento.
Fondata dal Ahmad Al-Thawadi, di fatto ha sostituito l'FNL.

## Elezioni del 2006
Prima delle elezioni parlamentari del 2006 al-Minbar ha partecipato al blocco elettorale 'Unità Nazionale' con 9 candidati, 5 dei quali provenienti da al-Minbar. Nessuno, però, fu eletto.